# Пол Лангерханс
Пол Лангерханс (Берлин, 25. јул 1847 — Фуншал, 20. јул 1888) био је немачки патолог, физиолог и биолог. „Његов живот је био повезан са различитим острвима. Последњих 15 година живота из здравствених разлога провео је на острву у атлантском океану, а открио је „острва“ у панкреасу (гуштерачи) по којима је ушао у историју медицине (Лангерхансова острвца)“

## Епоними
Лангерхансова ћелијска хистиоцитоза — (Langerhans' cell histiocytosis)
Ретка болест која се примарно јавља код деце.
Лангерхансове ћелије — (Langerhans' cells)
Дендритичне, допа-негативне ћелије (макрофаги), које се заједно са белим крвним зрнцима (Т лимфоцита) јављају као имуни одговор организма у контактном дерматитису и код одбацивања кожних калемова након трансплантације.
Лангерхансова острвца — (Langerhans' islands)
Кластери ендокриних ћелија груписаних у тзв. Лангерхансова острвца, који се налазе у панкреасу већине кичмењака.
Лангерхансов аденом — (Langerhans' adenoma)
Инсулином — најчешћи тумор ендокриних острваца панкреаса (гуштераче), који изазива рецидивирајућу хипогликемију (снижен ниво шећера у крви). Ови тумори су најчешће солитарни и имају бенигну природу, а могу се наћи у било ком делу панкреаса. Око 10% инсулинома може имати малигне карактеристике.

## Живот и дело
Пол Лангерханс је рођен 25. јул 1847. у Берлину у познатој породици лекара. Његов отац, Павле Лангерханс је био лекар, као и његова млађа браћа. Један од браће, Роберт Лангерханс, је био асистент чувеног Рудолфа Виркхова, а касније и сам професор патологије. Његов деда је био Фридрих Вилхелм Лангерханс, први градски архитекта у Берлину.
Након завршетка средње школе у Берлину, Пол је желео да настави породичну традицију према медицини и у 16 години уписао је студије медицине на Универзитету у Јени у тренутку када је (Ернст Хекел 1834-1919), именован на катедри за зоологију. Током студирања у Јени Пол је био под јаким утицајем Ернста Хекела и Карла Гегенбаура.
После четири семестра Лангерханс се 1867. преселио у Берлин где пада под утицај таквих професора као што су (Емил Буа-Рејмон 1818-1896), (Рудолф Виркхов), (Лудвиг Траубе 1818-1876), (Бернард Лангенбех 1810-1887) и (Карл фон Барделебен 1849-1918).
На Катедри Хајнриха фон Барделебен Адолфа и Рудолфа Виркхофа 1869. Лангерханс је хабилитирао са темом: „О нервима људске коже“, првим научним радом у којем је описао претходно непознате ћелије у кожи, које су по њему добиле назив "Лангерхансове ћелије". Исте године Пол је открио и групу ћелија у панкреасу које су такође по њему назване „Лангерхансова острвца“.
Године 1870. Лангерханс у сарадњи са Хеинриком Кепертом организује експедицију у Египту, Сирији и Палестини, у којој је вршио краниометријска мерења и проучавао болеснике са губом (лепром). Током Француско-пруског рата Лангерханс је радио у Немачкој војној болници.
Године 1871. Лангерханс је постављен на место предавача и професор на Универзитету у Фрајбургу, али болест га је приморала да 1874. напусти каријеру научника и посвети се лечењу туберкулозе. После бројних третмана у Италији, Немачкој и Швајцарској, који му нису донели побољшање здравља, он се преселио у Фуншал на португалском острву Мадеира. Умерена клима овог острва довела је до побољшања његовог здравственог стања, па се Лангерханс вратио послу лекара.
У току живота на Мадеири Лангерханс је започео истраживање морских животиња и биљака. Између осталог, истраживао је и нове врсте црва, од којих је једну врсту у част свог пријатеља Виркхофа назвао његовим именом.
Пол Лангерханс је умро 20. јул 1888. од последица бубрежне болест у 40 години живота у Фуншалу на португалском острву Мадеира.